# São Miguel de Passinhos
Passinhos foi uma freguesia portuguesa do concelho de Penafiel.
Foi extinta em 1853, sendo o seu território integrado na freguesia de Boelhe.
A Capela de São Miguel de Passinhos situa-se no lugar de Passinhos atualmente Boelhe, e atribui-se a sua construção por volta do século XVIII. A principal festividade ocorre na altura do 13 de Maio com as celebrações da Festa em Honra a Nossa Senhora de Fátima.